# Финтинеле (Хемеюш, Бакеу)
Финтинеле (рум. Fântânele) — село у повіті Бакеу в Румунії. Входить до складу комуни Хемеюш.
Село розташоване на відстані 247 км на північ від Бухареста, 7 км на північний захід від Бакеу, 83 км на південний захід від Ясс, 141 км на північний схід від Брашова.

## Населення
За даними перепису населення 2002 року у селі проживали 235 осіб, з них 234 особи (99,6%) румунів. Усі жителі села рідною мовою назвали румунську.